# Isländische Badmintonmeisterschaft 1978
Die Isländische Badmintonmeisterschaft 1978 fand vom 1. bis zum 2. April 1978 in der Laugardalshöll in Reykjavík statt. Es war die 30. Auflage der nationalen Titelkämpfe von Island im Badminton.

## Finalresultate
| Disziplin    | Sieger                                              | Finalist                                              | Ergebnis           |
| ------------ | --------------------------------------------------- | ----------------------------------------------------- | ------------------ |
| Herreneinzel | Jóhann Kjartansson                                  | Sigfús Ægir Árnason                                   | 15-11, 15-3        |
| Dameneinzel  | Kristín Magnúsdóttir                                | Lovísa Sigurðardóttir                                 | 10-12, 11-7, 11-3  |
| Herrendoppel | Jóhann Kjartansson Sigurður Haraldsson              | Haraldur Kornelíusson Steinar Petersen                | 15-6, 8-15, 15-4   |
| Damendoppel  | Hanna Lára Palsdóttir Lovísa Sigurðardóttir         | Kristín Magnúsdóttir Kristín Berglind Kristjánsdóttir | 11-15, 15-4, 15-7  |
| Mixed        | Jóhann Kjartansson Kristín Berglind Kristjánsdóttir | Sigurður Haraldsson Hanna Lára Palsdóttir             | 10-15, 15-2, 15-12 |